# Body horror
Body horror (także visceral horror, organic horror, bio-horror; pol. horror biologiczny lub horror ciała) – podgatunek horroru opierający się na bezpośrednim ukazywaniu deformacji ludzkiego ciała. Początki body horroru datuje się na połowę lat 70. XX wieku, choć sam termin wprowadzony został blisko dekadę później. Oryginalnie jako podgatunek filmowy, z biegiem czasu body horror znalazł swoje miejsce w innych dziedzinach kultury i mediów takich jak literatura (w tym komiks i powieść graficzna), gry wideo oraz planszowe, a także rzeźby i instalacje.

## Historia
Podwaliny pod narodzenie się body horroru położyły literackie dzieła z powstałego w 2. połowie XVIII wieku gatunku tzw. gothic fiction, następnie także dzieła fantastycznonaukowe, w tym powieść Frankenstein (1818), jednak to dopiero lata 70. XX wieku, wraz z zapoczątkowaniem i rozwojem inżynierii genetycznej, wzrastającego wobec niej niepokoju społecznego, oraz później epidemii AIDS w Stanach Zjednoczonych, wyklarowały estetykę, która następnie nazwana została „body horrorem”. Po raz pierwszy określenia tego użył w artykule "Horrality: The Textuality of the Contemporary Horror Film" w 1983 Philip Brophy; artykuł ten następnie pojawił się w brytyjskim piśmie filmowym Screen (nr 27, styczeń-luty 1986).
Ślady body horroru odnajduje się między innymi w takich filmach jak Blob, zabójca z kosmosu, Mucha (oba 1958) czy Dziecko Rosemary (1968). Ojcem podgatunku został nazwany z kolei reżyser David Cronenberg.

## Charakterystyka
Body horror opiera się na bardzo graficznym, bezpośrednim portretowaniu przemian i deformacji w ludzkim ciele, które wywołać mają uczucie niepokoju bądź nawet wstrętu i obrzydzenia. Scenariusze body horrorów bardzo często wykorzystują także motywy biologiczne, pod względem wizualnym zaś ważnym elementem jest ukazywanie nagości, nierzadko w celu prezentowania stosunku seksualnego z anormalnymi ciałami i tkankami, który często w swojej formie przypomina pornografię.

## Przykłady dzieł

### W filmie i telewizji
- Akira (1988)
- Blob, zabójca z kosmosu (1958)
- Coś (1982, prequel z 2011)
- Coś za mną chodzi (2014)
- Ciała (2017)
- Dreszcze (1975)
- Dziecko Rosemary (1968)
- Głowa do wycierania (1977)
- Lewiatan (1989)
- Mięso (2016)
- adaptacje powieści Mucha i sequele (1958, 1959 i 1965; 1986, 1989)
- Nierozłączni (1988)
- seria Obcy (1979, 1986, 1992, 1997, 2012 i 2017)
- Opętanie (1981)
- Pod skórą (2013)
- Porywacze ciał (1993)
- Skanerzy (1981)
- Skóra, w której żyję (2011)
- Substancja (2024)
- Tetsuo: Człowiek z żelaza (1989, sequele z 1992 i 2009)
- Wążżżż (1973)
- Wideodrom (1983)
- Wściekłość (1977)

### W grach wideo
- seria Fallout
- seria Half-Life
- Outlast (2013)
- SOMA (2015)